# Eurysternidae
De Eurysternidae zijn een familie van uitgestorven schildpadden in de clade Thalassochelydia. Ze bestaat uit verschillende geslachten van zeeschildpadden uit mariene afzettingen in Europa, waaronder Achelonia, Chelonides, Eurysternum, Hydropelta, Idiochelys, Palaeomedusa, Parachelys en Solnhofia.

## Soorten
- Achelonia
- Chelonides
- Eurysternum
- Hydropelta
- Idiochelys
- Palaeomedusa
- Parachelys
- Solnhofia